# Topo (zodiaco cinese)

Topo

Il Topo ( 鼠 ) per l'Oroscopo Cinese è ritenuto, sin dai tempi antichi, protettore e portatore di prosperità materiale. 
È un animale associato alla ricchezza, al fascino e all'ordine, ma è anche associato all'aggressione, alla morte, alla guerra, all'occulto, alla peste e alle atrocità in genere.

## Attributi
Essendo il primo segno dello Zodiaco cinese, i Topi sono leader, pionieri e conquistatori. Esercitano un forte fascino, sono passionali, carismatici, pratici e lavoratori. Le persone nate nell'anno del Topo sono dotati di grandi abilità di comando e sono i più altamente organizzati, meticolosi e sistematici dei dodici segni. Intelligenti e astuti allo stesso tempo, i topi sono molto ambiziosi e dotati di forte volontà, nonché acuti e inflessibili promotori del proprio modus vivendi, che spesso include soldi e potere. Sono energici e versatili, possono trovare il loro modo per aggirare gli ostacoli ed adattarsi alle varie situazioni ambientali molto semplicemente. Il fascino naturale di un Topo e l'acuto comportamento esteriore lo rendono un amico attraente per quasi chiunque, ma essi sono solitamente altamente esclusivi e selettivi, quando scelgono gli amici, e così spesso hanno solo pochi amici cari di cui si fidano.
Dietro i sorrisi e il fascino, i topi possono essere terribilmente ostinati, insistendo nell'ottenere le cose a modo loro a qualunque costo. Queste persone tendono ad avere un immenso controllo sulle loro emozioni, che essi possono usare come strumento per manipolare e sfruttare gli altri, sia emotivamente che mentalmente. I topi sono maestri dei giochi della mente e possono essere davvero pericolosi, calcolatori e assolutamente crudeli, se si presenta la necessità. Intelligentemente moderati ed aggressivi, essi non ci penseranno due volte ad esigere, da coloro che li danneggiano in un qualche modo, la vendetta. I topi hanno bisogno di imparare a rilassarsi qualche volta, poiché possono essere talvolta ossessionati dai dettagli, intolleranti e severi, richiedendo ordine, obbedienza e perfezione.
Una preziosa lezione per i Topi è imparare a considerare gli altri prima di se stessi, almeno qualche volta, ed evitare di convincere gli altri alle proprie idee. I Topi sono onesti nei rapporti con gli altri e si aspettano lo stesso: possono risentirsi profondamente se sentono di essere stati ingannati o che della loro verità si è abusato. Qualche volta essi pongono il loro obiettivo troppo al di là delle loro reali possibilità, sia nei rapporti personali che in quelli lavorativi. Ma con il passare del tempo, diventano più idealisti e tolleranti. Se possono trovare il senso di sé e realizzarsi, lasciando porte aperte per gli altri nella propria vita, i Topi possono trovare la vera felicità.
Secondo la tradizione, i Topi spesso portano forti karma e nello stesso momento nella loro vita possono incontrare una crisi d'identità o una sensazione di colpevolezza. I Topi lavorano a lungo e duramente per ciò che vorrebbero guadagnare o possedere nella vita. Comunque, un Topo nato durante il giorno si ritiene che abbia la vita un po' più semplice di quelli nati durante la notte. Tradizionalmente, i Topi nati durante la notte possono trovare estreme difficoltà e sofferenza per tutta la vita. In generale, dovrebbero lottare contro l'edonismo e la nostalgia, giacché potrebbe portare all'autodistruzione. Il gioco d'azzardo, l'alcool e le droghe tendono ad essere grandi tentazioni per i nati durante l'anno del Topo
Tradizionalmente, i Topi dovrebbero evitare i Cavalli. Possono anche spesso trovare i loro migliori amici e l'amore nella Scimmia, nel Drago e nel Toro.
Le professioni adatte ai Topi riguardano lo spionaggio, la psichiatria, la psicologia, la scrittura, la politica, la legge, l'ingegneria e la patologia.

## Anni e i Cinque Elementi
Le persone nate nel periodo compreso fra queste date possono essere definiti come nati sotto l'"anno del Topo":
- 31 gennaio 1900 – 18 febbraio 1901: Metallo
- 18 febbraio 1912 – 5 febbraio 1913: Acqua
- 5 febbraio 1924 – 24 gennaio 1925: Legno
- 24 gennaio 1936 – 10 febbraio 1937: Fuoco
- 10 febbraio 1948 – 28 gennaio 1949: Terra
- 28 gennaio 1960 – 14 febbraio 1961: Metallo
- 15 febbraio 1972 – 2 febbraio 1973: Acqua
- 2 febbraio 1984 – 19 febbraio 1985: Legno
- 19 febbraio 1996 – 6 febbraio 1997: Fuoco
- 7 febbraio 2008 – 25 gennaio 2009: Terra
- 25 gennaio 2020 – 11 febbraio 2021: Metallo
- 11 febbraio 2032 – 30 gennaio 2033: Acqua
- 30 gennaio 2044 – 16 febbraio 2045: Legno
- 15 febbraio 2056 – 3 febbraio 2057: Fuoco
- 3 febbraio 2068 – 22 gennaio 2069: Terra
- 22 gennaio 2080 – 8 febbraio 2081: Metallo
- 7 febbraio 2092 – 26 gennaio 2093: Acqua

## Attributi tradizionali del Topo/Associazioni
| Attributi                                     | |
| --------------------------------------------- | --- |
| Posizione nello zodiaco                       | Primo |
| Ore più adatte nella giornata                 | 23:00 - 00:59 |
| Direzione                                     | Nord |
| Stagione adatta                               | Inverno |
| Date del Mese Lunare                          | 7 dicembre - 5 gennaio                                                                                              |
| Mese lunare                                   | Undicesimo |
| Ramo terrestre                                | Zi |
| Segno occidentale equivalente                 | Sagittario |
| Pietra                                        | Granato |
| Colori                                        | Nero, rosso e bianco                                                                                                |
| Segno equivalente nell'astrologia occidentale | Sagittario |
| Polarità                                      | Yang |
| Elemento                                      | Acqua |
| Cibo                                          | Carne di maiale, piselli, cavolo                                                                                    |
| Tratti positivi                               | Meticoloso, intelligente, accorto, carismatico, affascinante, ambizioso, pratico, industrioso, eloquente, artistico |
| Tratti negativi                               | Severo, ostinato, pugnalatore alle spalle, permaloso, manipolatore, crudele, vendicativo, critico                   |
| Nazioni                                       | Germania, Austria, Svezia, Paesi Bassi, Brasile, Colombia                                                           |
| Numeri fortunati                              | 2, 3, 6, 8; evitare: 4, 5, 9                                                                                        |
| Fiori fortunati                               | giglio |
| Colori fortunati                              | oro, blu, verde; evitare: giallo, marrone                                                                           |